# Bogdan Musiol
Bogdan Musiol (Świętochłowice, 25 luglio 1957) è un bobbista tedesco.

## Biografia
Ai XIII Giochi olimpici invernali (edizione disputatasi nel 1980 a Lake Placid, Stati Uniti d'America) vinse la medaglia d'oro nel Bob a quattro con i connazionali Meinhard Nehmer, Bernhard Lehmann e Hans Jürgen Gerhardt, partecipando per la nazionale tedesca (Germania Est), superando quella svizzera e l'altra tedesca.
Il tempo totalizzato fu di 3:59,92  con un distacco di poco più di un secondo rispetto alle altre classificate 4:00,87 e 4:00,97 i loro tempi. Nella stessa edizione vinse anche una medaglia di bronzo con Meinhard Nehmer.
Ai XIV Giochi olimpici invernali vinse due medaglie d'argento, nel bob a quattro e nel bob a due con Bernhard Lehmann con un tempo di 3:26.04. Ancora a XV Giochi olimpici invernali vinse un bronzo nel bob a due con Wolfgang Hoppe con un tempo di 3:54,19 e argento nel bob a 4 con Wolfgang Hoppe, Dietmar Schauerhammer e Ingo Voge, tempo di 3:47.58 .
Inoltre ai campionati mondiali vinse numerose medaglie:
- nel 1978, oro nel bob a quattro con Horst Schönau, Horst Bernhardt e Harald Seifert.
- nel 1982, argento nel bob a quattro con Roland Wetzig, Bernhard Lehmann e Eberhard Weise.[4]
- nel 1987, argento nel bob a quattro con Wolfgang Hoppe, Roland Wetzig e Dietmar Schauerhammer;
- nel 1989, bronzo nel bob a quattro e oro nel bob a due con Wolfgang Hoppe;[5]
- nel 1990, bronzo nel bob a due
- nel 1991, oro nel bob a quattro con Wolfgang Hoppe, Axel Kühn e Christoph Langen.